# Théâtre de marionnettes sicilien Opera dei Pupi
Le théâtre de marionnettes sicilien « Opera dei Pupi » (opra î pupi à Palerme, opira î pupi à Catane) est le théâtre traditionnel des marionnettes de la Sicile.
C’est une forme théâtrale dont les protagonistes sont les chevaliers du Moyen Âge représentés par des marionnettes particulières, appelées Pupi. Les dialogues des marionnettistes s'inspirent principalement de la poésie italienne de la Renaissance, de textes hagiographiques ou de l'histoire de brigands célèbres. En particulier, les pupari (marionnettistes) animent les pupi pour représenter, par épisodes, les histoires dérivées de la littérature épique chevaleresque d’origine médiévale – notamment celles du cycle carolingien et, de manière plus limitée, celles du cycle arthurien – comme elles ont été élaborées dans la Storia dei paladini di Francia (Histoire des Paladins de France) de Giusto Lo Dico, une «compilation des poèmes chevaleresques italiens de la Renaissance dans lesquels la littérature française du Moyen Âge a été librement remaniée». Publié à partir de 1858 en fascicules, l’ouvrage écrit en prose réunit et remanie les poèmes littéraires comme le Roland amoureux, le Roland furieux et La Jérusalem délivrée. Le répertoire traditionnel comprend aussi des récits historiques et romanesques, des histoires de brigands et des œuvres de William Shakespeare comme Roméo et Juliette et Macbeth ainsi que des farces brèves. Ce théâtre remonte aux années 1830 et eut un succès considérable dans la Sicile du XIXe siècle, auprès des classes populaires, devenant une des expressions les plus significatives de la mémoire historique et de l’identité culturelle de la Sicile.
Originellement proclamé en 2001, l'Opera dei Pupi est inscrit en 2008 sur la Liste représentative du patrimoine culturel immatériel de l’humanité de l'UNESCO.

## Histoire
Il est difficile d’établir avec certitude quand et où est né le Théâtre des pupi. Les chroniques racontent que les fondateurs de l’Opra à Palerme furent Gaetano Greco (1813-1874) et Liberto Canino, tandis qu’à Catane ce furent Gaetano Crimi (1807-1877) et son antagoniste Giovanni Grasso (1792-1863)». Les pupi en page (c’est-à-dire sans l’armure) précèdent ceux qui sont armés et étaient utilisés pour représenter quelques récits siciliens et des farces, qui sont représentées encore aujourd’hui.

Ce n’est que dans les premières décennies du XIXe siècle, dans l’Italie méridionale ou en Sicile, que le répertoire chevaleresque obtient un succès incroyable au point de remplacer tous les autres et est à l’origine d’une série d’innovations techniques et figuratives.
«Cela est dû, probablement, à l’effet retardé de l’intérêt préromantique et romantique pour le Moyen Âge. Mais c’est aussi la conséquence d’inventions techniques géniales qui permettent de donner une efficacité extraordinaire au combat, qui devient une danse exaltante, rythmée en crescendo par les coups de sabot du puparo, ce qui sollicite une participation intense psychomotrice du public, et qui renvoie aux danses armées répandues dans toute l’Europe. Au XIXe siècle, la prédominance des sujets chevaleresques, le répertoire canonique du répertoire, l’introduction des cuirasses métalliques qui rendent les pupi resplendissants et bruyants, la mécanique particulièrement appropriée pour représenter les combats avec les épées, déterminent ainsi la naissance du théâtre des pupi».
Le Théâtre des pupi a traversé dans le temps quelques périodes de grave crise : Giuseppe Pitrè à la fin du XIXe siècle parlait déjà d’un déclin; une nouvelle crise remonte aux années 1930 et elle était due à la diffusion du cinéma; la plus récente, et encore plus grave, est celle des années 1950-1960, lorsque les quartiers populaires des villes se dépeuplèrent et que la culture traditionnelle commença à être refusée par les classes populaires qui profitaient des nouvelles formes de bien-être économique de la société de consommation. Malgré ces périodes difficiles, le Théâtre des pupi est pratiqué encore aujourd’hui par différentes compagnies siciliennes historiques ou de création plus récente et attire de nouvelles franges de public, manifestant ainsi une vitalité renouvelée.
La proclamation du Théâtre des pupi siciliens comme «Chef-d’œuvre UNESCO du patrimoine oral et immatériel de l’humanité» en 2001 – sa candidature ayant été proposée par l’Association pour la conservation des traditions populaires – a fortement contribué à relancer l’attention sur le Théâtre des pupi. Il s’agit de la première pratique théâtrale italienne ayant obtenu cette importante reconnaissance, et en 2008, il a été inscrit dans la Liste représentative du patrimoine culturel immatériel de l’Humanité, à la suite de la ratification de la part de l’Italie de la Convention pour la sauvegarde du patrimoine culturel immatériel de 200.

## Le pupo et le puparo: caractéristiques générales
Richement décorées et finement ciselées, avec une structure en bois, les marionnettes avaient des véritables cuirasses et les techniques de manipulations variaient selon l’appartenance à l'école de Palerme ou de Catane. 
En général, l’ossature est composée d’un buste en bois, auquel sont reliées les jambes, dotées d’un mouvement pendulaire. On fait bouger les pupi grâce à des tringles et des fils reliés aux membres. La tringle principale, à laquelle on fixe les fils de manœuvre des membres, traverse la tête et l’unit au buste. Son sommet en forme de crochet permet de pendre le pupo même lorsqu’il est sur la scène et, grâce à son inclinaison, la marionnette exécute les différents mouvements.
Chaque marionnette représente un chevalier précis, caractérisé par sa cuirasse et son manteau. Du point de vue figuratif, on peut généralement distinguer les personnages avec une armure (en armes) et sans armure (en page), dont les caractéristiques répondent à un code iconographique complexe. Les armures et les costumes des marionnettes suivent la mode romantique de représenter le Moyen Âge au XIXe siècle.
Le puparo (marionnettiste), appelé aussi «oprante», «teatrinaro» et, à Naples, «pupante», gère le théâtre, monte le spectacle et anime les pupi en donnant des indications avec beaucoup d’ardeur et de pathos aux scènes épiques représentées; il peint les scènes et les panneaux, parfois il construit les pupi (le terme puparo indique le constructeur de pupi même si aujourd’hui le terme est utilisé de manière plus générale). Les pupari sont les gardiens d’un vaste patrimoine d’histoires, de codes performatifs et de techniques de construction qui, encore aujourd’hui, se transmettent oralement de maître à élève. 
Pour faire de la publicité en faveur du spectacle, des panneaux étaient exposés à l’extérieur des théâtres; aujourd’hui ils sont utilisés pour décorer les murs des théâtres. Peints de couleurs vives et représentant les différents épisodes du cycle carolingien, ils indiquaient le moment du récit auquel on était parvenus.
Les pupi, les panneaux, les scènes et les accessoires scéniques constituent le mestiere de la compagnie, c’est-à-dire l’ensemble des objets nécessaires à la mise en scène du spectacle.

## Transmission du patrimoine
Les pupari qui composent la communauté patrimoniale du Théâtre des pupi sont dépositaires d’un patrimoine vaste et complexe qui, encore aujourd’hui, se transmet oralement de maître à élève au sein de la famille ou en dehors. Un patrimoine qui comprend les histoires représentées et les modalités de représentation: les codes performatifs (par ex. le code sonore, le code kinésique); les techniques de construction des marionnettes et celles de la peinture des scènes et des panneaux. La transmission de ce patrimoine a lieu au sein des compagnies et dans les laboratoires artisanaux, grâce avant tout à l’écoute et à l’observation du maître de la part du jeune apprenti.
Dans le contexte traditionnel, la transmission de ce patrimoine immatériel était facilitée par la vision du spectacle chaque soir: en allant au théâtre jour après jour, on pouvait écouter et regarder les histoires représentées et les maîtres à l’œuvre; on assurait ainsi le renouvellement générationnel et la perpétuation des savoirs.
Même si la crise des années 1950-1960 a provoqué une irrégularité significative des spectacles (ils ne sont plus représentés quotidiennement), aujourd’hui aussi la transmission de ce patrimoine a lieu selon les modalités traditionnelles. Afin de renforcer le processus de transmission du patrimoine vivant du Théâtre des pupi siciliens et de répondre de manière efficace aux défis du nouveau millénaire, en 2018, les compagnies des pupari se sont réunies dans le «Réseau italien d’organismes pour la tutelle, la promotion et la valorisation du Théâtre des Pupi» .

## Les personnages

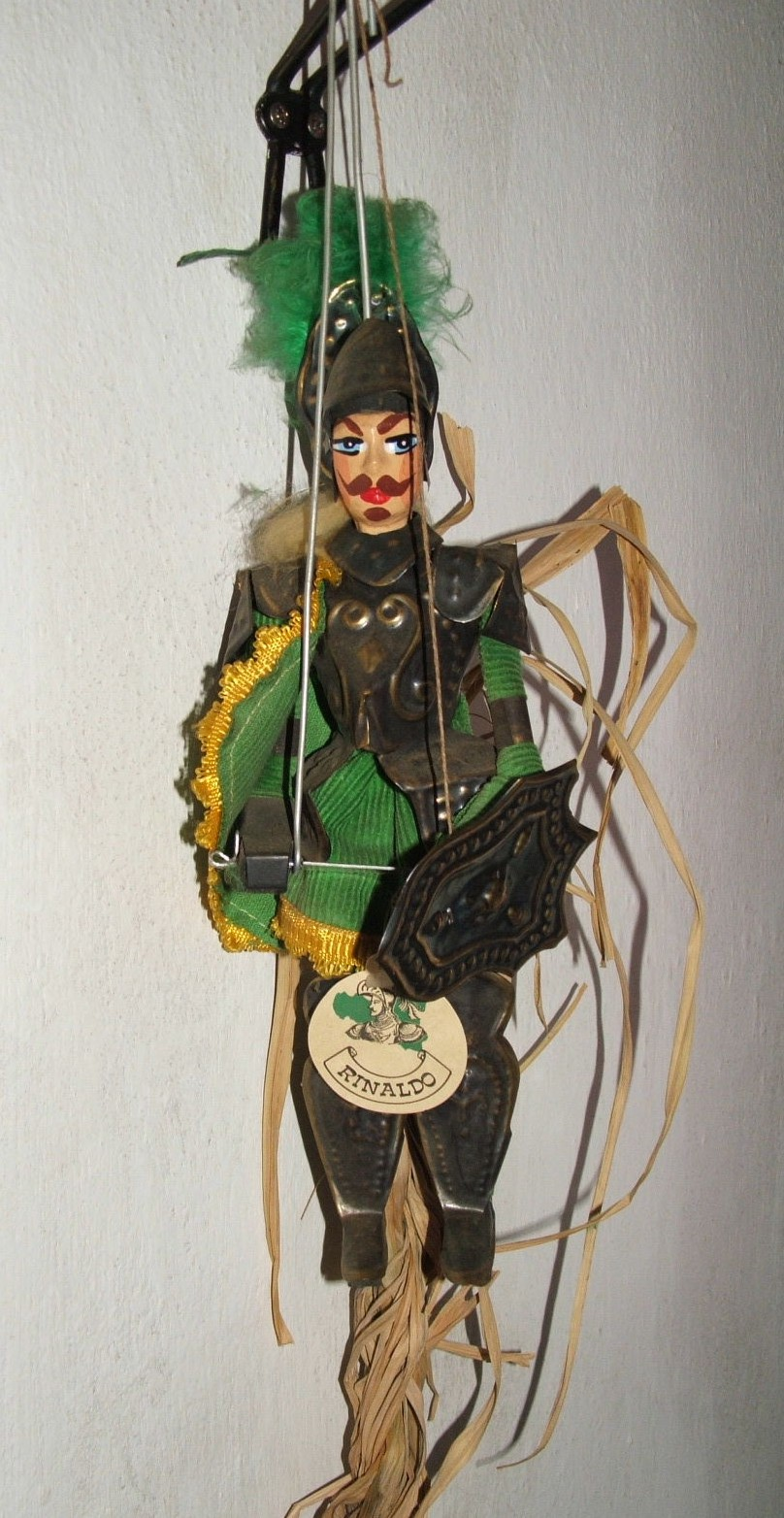
Le personnage de Rinaldo (Renaud)

En général, parmi les personnages de l’épopée chevaleresque du Théâtre des Pupi, il y a les paladins, au service de l’empereur Charlemagne, l'adorable princesse Angélique, quelques Sarrasins (Rodomonte, Mambrino, Ferraù, Agramante, Marsilio, Agricane) ennemis des paladins et le traître Ganelon :
- Le comte Roland (Orlando)
- Renaud (Rinaldo)
- Roger
- Ferraù
- Angélique
- Ganelon de Mayence

Généralement, les spectateurs prenaient parti pour deux des personnages les plus adulés : Orlando et Rinaldo.

## Le Théâtre des Pupi en Sicile
Reconnu par l’UNESCO comme «Chef-d’œuvre oral et immatériel de l’humanité» en 2001, le Théâtre des Pupi siciliens présente deux variantes: l’école «palermitaine», dans la Sicile occidentale, et l’école «catanaise» dans la Sicile orientale.

### Le Théâtre des Pupi de Catane

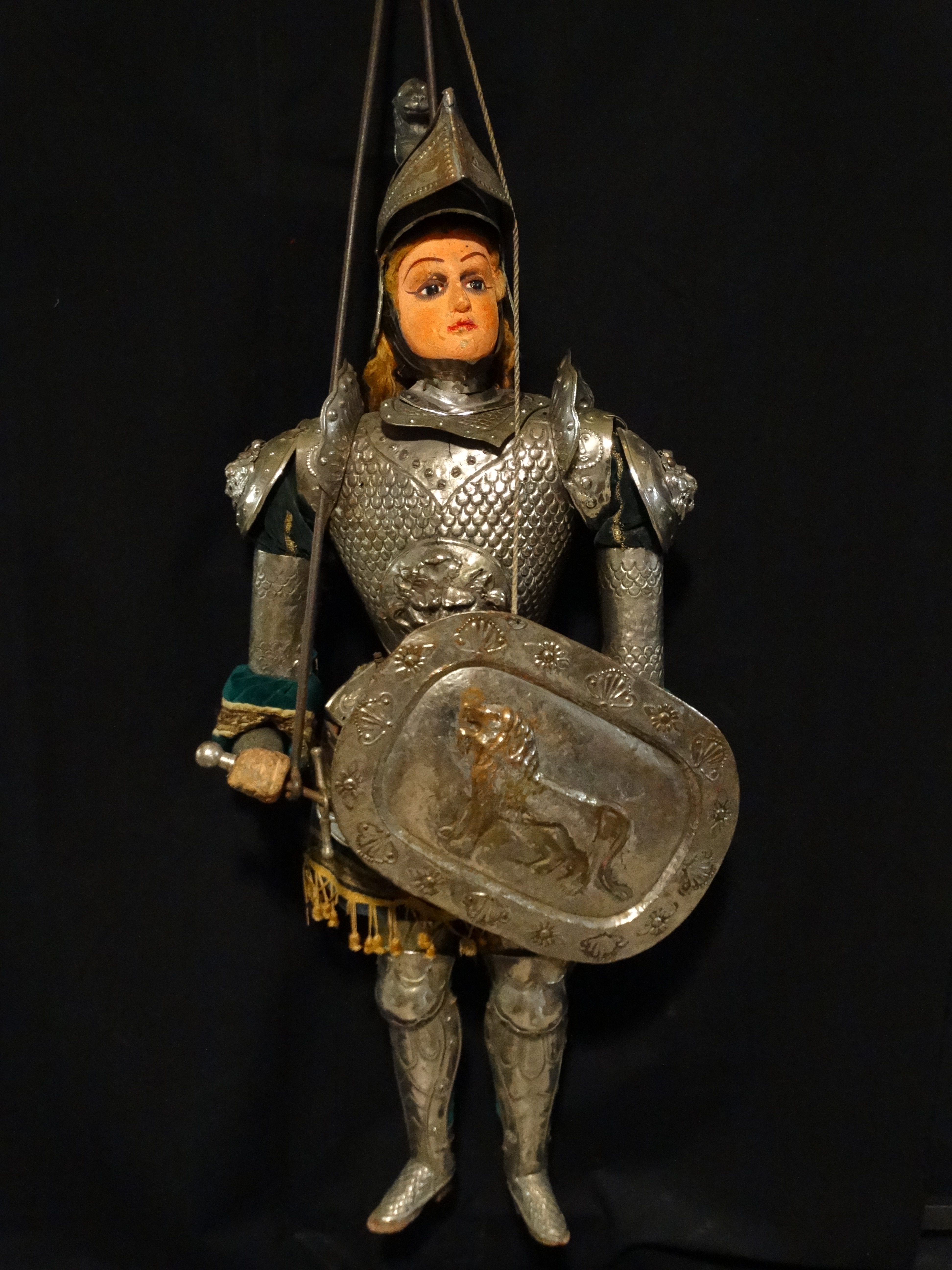
Pupo de Catane, Tigreleone. Collection de la Marionettistica Fratelli Napoli au Musée international des marionnettes Antonio Pasqualino, Palerme

Le style «catanais» du Théâtre des Pupi caractérise la Sicile orientale, en particulier les provinces de Catane, Messine et Syracuse. Le squelette des pupi catanais présente un rembourrage, ce qui fait que ces pupi sont plus lourds. D’une hauteur de 110-130 cm, ils atteignent un poids de 30 kg. Si ce sont des guerriers, ils tiennent presque toujours une épée à la main du fait de l’absence d’un fil reliant la tige de manœuvre à la poignée de l’épée. Les jambes ne sont pas articulées et permettent de décharger sur la scène le poids important des pupi, sans risquer que les jambes ne se plient, et d’en faciliter la manipulation qui est exécutée par les « manianti » (les opérateurs). Ces derniers se trouvent sur une passerelle surélevée, que l’on appelle « scannappoggiu », et qui est placée derrière la toile de fond, ce qui fait que la scène est peu profonde mais plus large. Derrière les coulisses, les parraturi/parlatori et une parratrici/parlatrice improvisent les dialogues dramatiques ou lisent les différents rôles à partir d’un scénario écrit, respectivement des personnages masculins et des personnages féminins. D’habitude, la mise en scène est confiée à l’un des parlatori qui donne les instructions aux manianti.  
À Catane, le répertoire traditionnel incluait aussi d’autres histoires : Erminio della Stella d’Oro, Guido di Santa Croce, Uzeta il Catanese, Farismane e Siface, Tramoro di Medina et Guelfo di Negroponte.
À ces cycles vient s’ajouter à Messine, le Belisario di Messina, une histoire « qui marque une particularité spécifique de la ville du Détroit par rapport à la tradition catanaise du Théâtre des Pupi ».
Dans le Théâtre des Pupi de l’école catanaise, le spectacle était accompagné par un petit orchestre à cordes, parfois avec un accordéon et quelques instruments à vent. Aujourd’hui, le petit orchestre est remplacé par de la musique enregistrée.
À Catane, les panneaux sont peints à la détrempe sur du papier d’emballage et ils représentent la scène la plus importante de la représentation de la soirée. Sur le panneau, on fixait avec des épingles le « rappel », une feuille détachable qui rappelait les traits les plus saillants de l’histoire.

#### Les variantes d’Acireale et de Syracuse
Il existe des variantes stylistiques de la tradition catanaise à Acireale et à Syracuse.

#### La communauté patrimoniale
« Dans la Sicile orientale il existe cinq familles de pupari dépositaires du patrimoine oral et immatériel du Théâtre des Pupi ainsi que des biens matériels (pupi, panneaux, scènes, accessoires scéniques, etc.), à la fois historiques et utilisés pour la réalisation des spectacles ».
- « Marionettistica Fratelli Napoli » de Fiorenzo Napoli (Catane)
- Association culturelle « Opera dei pupi messinesi Gargano » (Messine)
- Association « La compagnia dei pupari Vaccaro-Mauceri » (Syracuse)
- Association « Opera dei Pupi Turi Grasso » (Acireale)
- Antica Compagnia Opera dei Pupi Famille Puglisi (Sortino)

### Le Théâtre des Pupi de Palerme

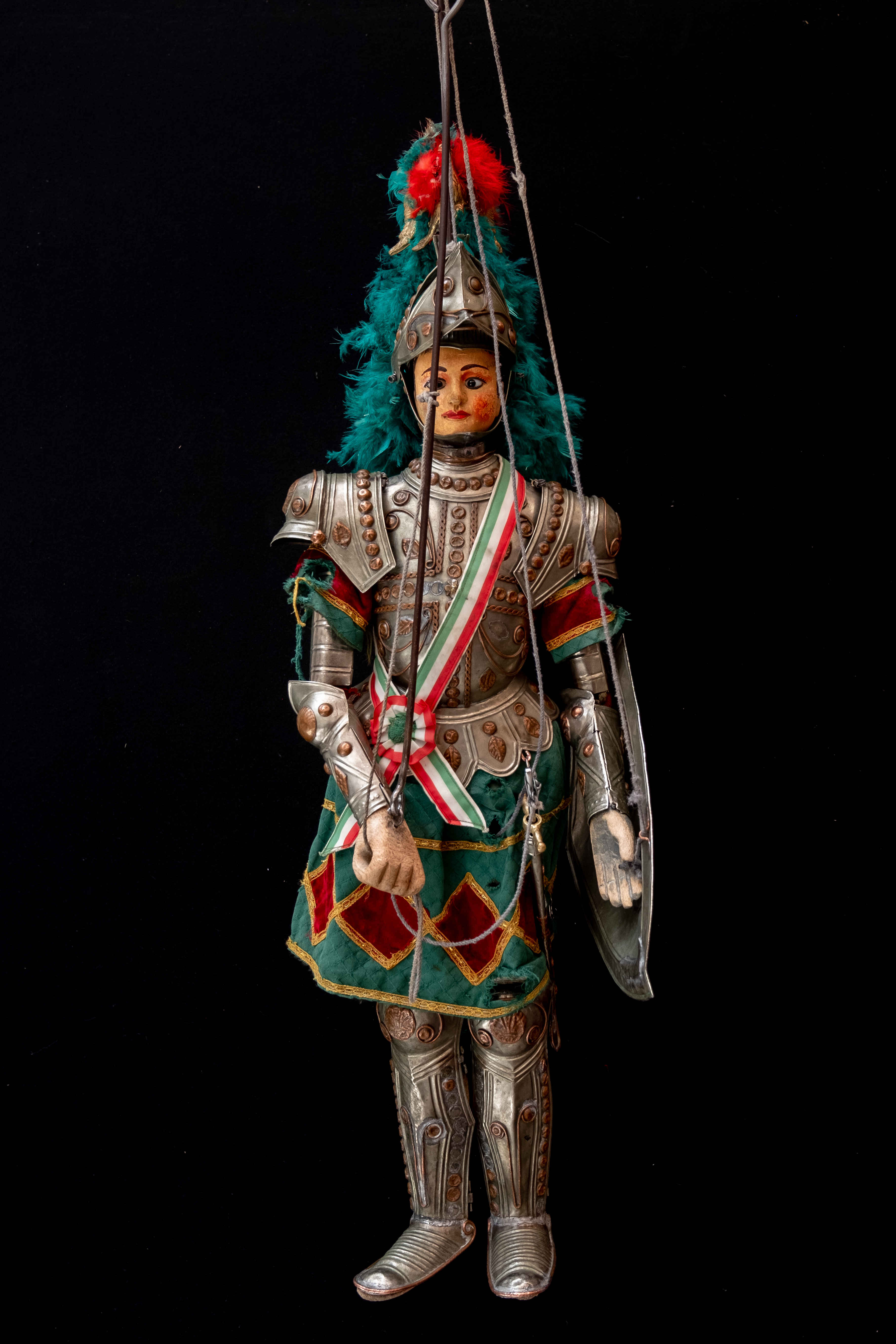
Pupo de Palerme, Orlando. Collection de la Compagnie Brigliadoro, Palerme

Le style « palermitain » caractérise la Sicile occidentale et notamment les provinces de Palerme, Agrigente et Trapani. Les pupi palermitains mesurent 90 cm et pèsent entre 5 et 10 kg. Les jambes peuvent faire un mouvement pendulaire, elles ont les genoux articulés ; les pupi peuvent dégainer et rengainer leur épée grâce à un fil qui traverse la main droite, reliant ainsi la tige de manœuvre à la poignée de l’épée.
À Palerme, les pupari se disposent sur les côtés de la scène (c’est pourquoi le théâtre est plus profond et moins large) et, cachés par les coulisses latérales, ils opèrent sur le même plan que les marionnettes en étendant les bras. Le maître puparo se trouve derrière la coulisse à droite (à gauche des spectateurs), il dirige le spectacle, manœuvre les marionnettes, improvise les dialogues en prêtant sa voix à tous les personnages (même les personnages féminins) et réalise les effets sonores et les effets de lumière.
Le spectacle était accompagné musicalement par un ou plusieurs violons, remplacés déjà à la fin du XIXe siècle par un piano mécanique qui est utilisé encore aujourd’hui.
Les panneaux palermitains, peints à la détrempe sur toile, sont divisés en plusieurs cadres, huit en général, appelés « cases ». Chaque case, souvent sous-titrée, correspond à un des épisodes du cycle carolingien. Une feuille avec l’inscription amovible, « aujourd’hui », était fixée sur la case correspondant au spectacle de la soirée et montrait à quel épisode du cycle on était arrivés. 

#### La communauté patrimoniale
« Il existe huit compagnies de pupari de l’école palermitaine dépositaires du patrimoine oral et immatériel du Théâtre des Pupi ainsi que des biens matériels (pupi, panneaux, scènes, accessoires scéniques, etc.), à la fois historiques et utilisés pour la réalisation des spectacles ».
Palerme
- Association culturelle Agramante de Vincenzo Argento
- Association culturelle Franco Cuticchio
- Association culturelle Marionettistica Popolare Siciliana d’Angelo Sicilia
- Association culturelle théâtrale Carlo Magno de Vincenzo Mancuso
- Association Figli d’Arte Cuticchio
- Association Opera dei pupi Brigliadoro de Salvatore Bumbello
- Compagnie TeatroArte Cuticchio de Girolamo Cuticchio

Alcamo
- Association culturelle « Opera dei pupi Siciliani G. Canino »

## Diffusion ultérieure de Théâtre des Pupi

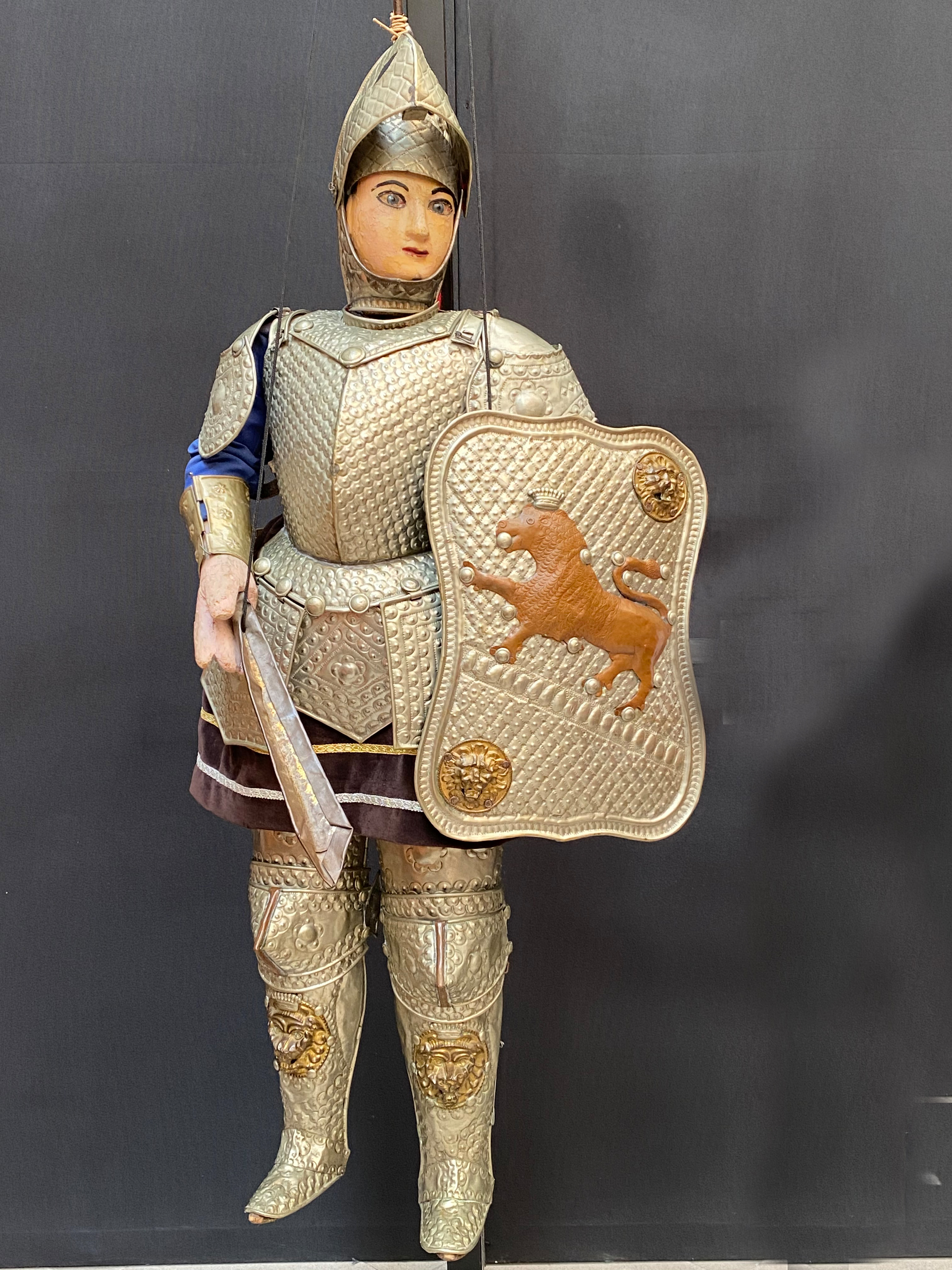
Pupo, Style de Naples, Renaud. De la collection du Musée international des marionnettes Antonio Pasqualino, Palerme

Le Théâtre des Pupi est attesté en Campanie et dans les Pouilles, dont les pupi présentent la même mécanique et les mêmes caractéristiques figuratives.
Ces pupi sont dotés d’un squelette en bois avec du rembourrage, leur hauteur est de 110 cm et ils pèsent 20 kg. Leurs jambes sont à demi articulées. Ils possèdent un seul fer de manipulation car les deux bras sont manœuvrés par des fils. Les pupanti manipulent les marionnettes depuis une passerelle surélevée qui est placée derrière la toile de fond et prêtent leur voix aux pupi en lisant un scénario placé sur un pupitre coulissant.
Comme à Catane, la position des pupanti entraîne une plus grande largeur de la scène et une profondeur réduite.
En plus des Histoires guerrières qui comprennent le Cycle des paladins, le Guerrin Meschino et le Palmerino d’Ulivo, à Naples, on représentait aussi des aventures historiques et romanesques, des histoires de bandits et les Histoires des guappi (voyous).
Les panneaux sont peints à la détrempe avec des couleurs pastel sur du papier d’emballage ou sur une toile et ils représentent une seule scène sur laquelle on plaçait une feuille qui résumait l’histoire du jour.
Parmi les compagnies de la Campanie les plus célèbres, signalons celles d’Angelo Buonandi, des Corelli, des Di Giovanni, d’Alfredo Farina et des Verbale. 

## Musées et collections de Sicile
Si le spectacle est le moment de mise en scène du patrimoine oral et immatériel des maîtres pupari, les objets du Théâtre des pupi (pupi, toiles de fond et panneaux, etc.) constituent également un patrimoine précieux de biens tangibles, capable de restituer l’histoire du Théâtre des pupi, les différentes phases qu’il a traversées, les innovations, les talents des artisans qui l’ont animé. Parmi les musées les plus représentatifs et les collections des mestieri des familles de pupari, signalons :
- Museo internazionale delle marionette Antonio Pasqualino, Palerme ;
- Collection « Fondazione Ignazio Buttitta » - Galleria delle arti popolari de Geraci ;
- Collection Nino Canino - Real Cantina Borbonica, Partinico ;
- Collection Ninì Cocivera - Museo cultura e musica popolare dei Peloritani, Gesso ;
- Collection Giacomo Cuticchio Père - Palais Branciforte, Palerme ;
- Collection Ignazio Munna, Monreale ;
- Collection du Théâtre Pennisi-Macrì de Acireale ;
- Collection Gesualdo Pepe, Caltagirone ;
- Collection Museo etnografico siciliano Giuseppe Pitrè,  Palerme ;
- Collection Agostino Profeta, Licata ;
- Collection de l’Opera dei pupi Antica Famiglia Puglisi - Museo civico, Sortino ;
- Collection de l’Opera dei pupi de Randazzo.

## Remarque
Le Théâtre des Pupi siciliens nourrit la fantaisie et l’imaginaire collectif, à la fois dans le domaine théâtral, cinématographique et artisanal. Par exemple, en 2015, Girolamo Botta, d’origine palermitaine, a fondé à Sulmona la Compagnie art G. Botta. Avec son théâtre mobile, il met en scène, en Italie centrale, les pupi et les peintures populaires, qu’il a réalisés ; les pupi ont une dimension réduite par rapport à ceux de l’école palermitaine : ils ne mesurent en effet que 70 cm et le théâtre lui aussi est plus petit. Il a donné vie également aux « pupi italiques » qui racontent les gestes des guerriers des peuples osco-ombriens durant la Guerre sociale contre la République romaine.

## Galerie

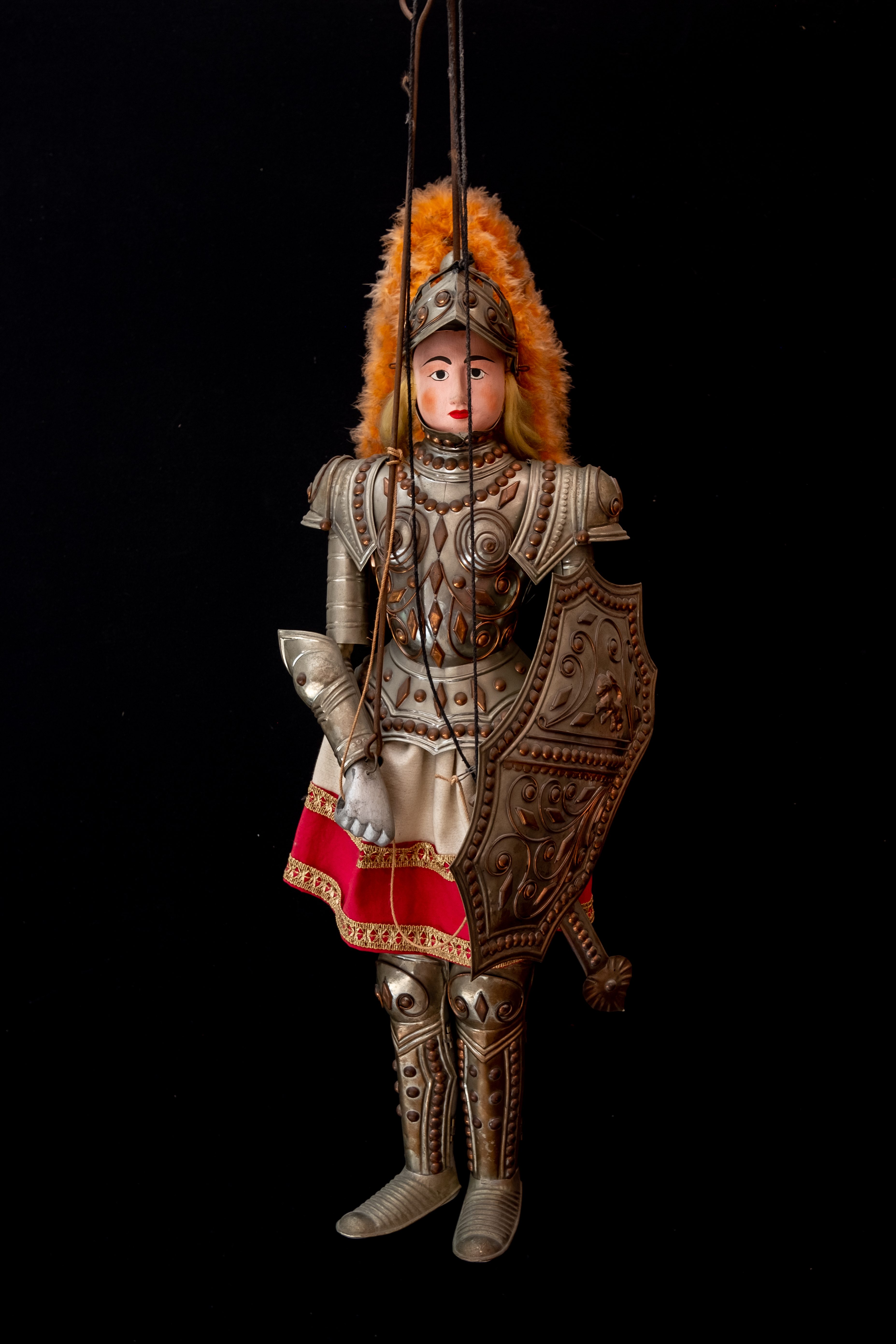
Pupo de Palerme, Ruggero. Collection de la Compagnie Brigliadoro, Palerme.
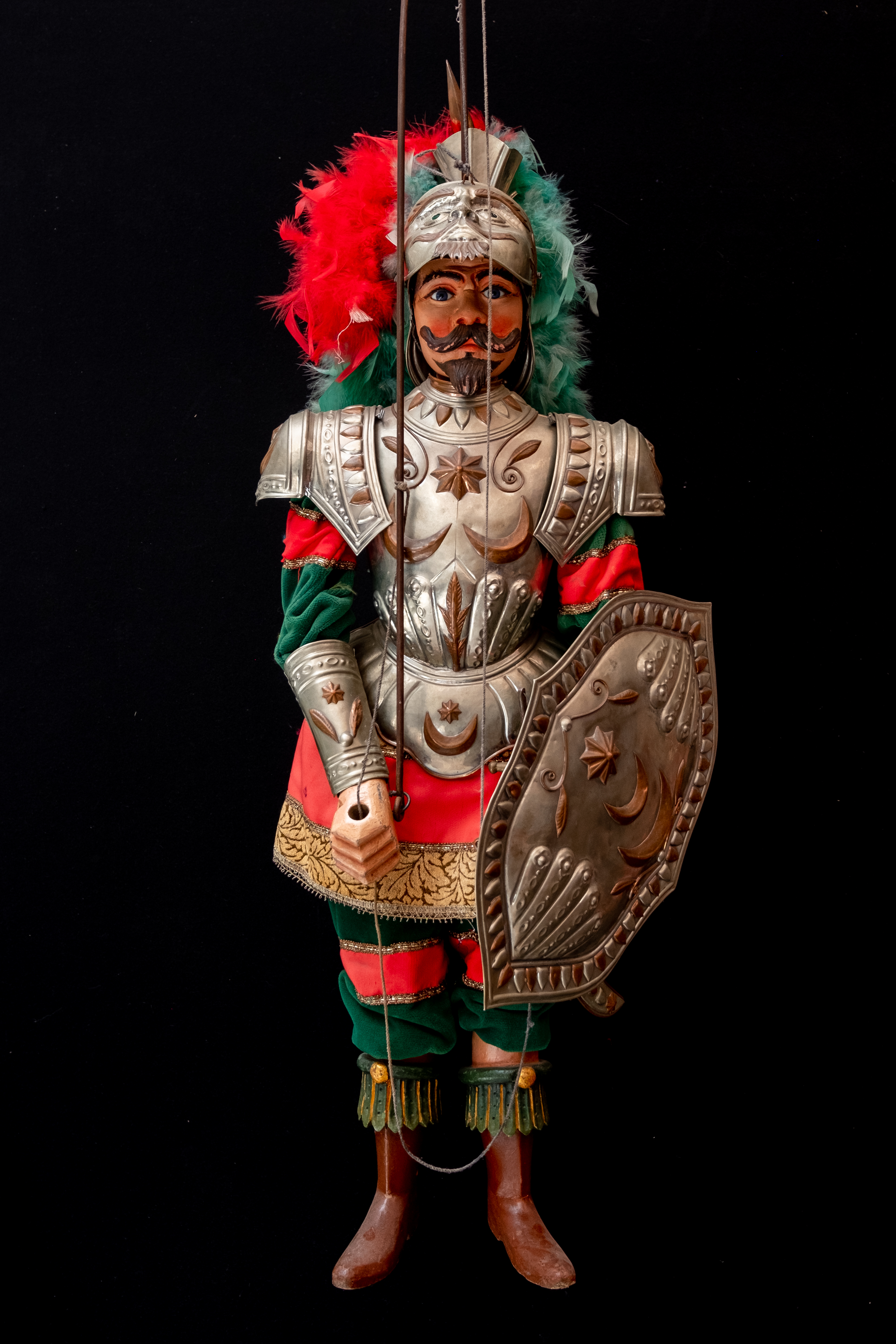
Pupo de Palerme, Farraù di Spagna. Collection de la Compagnie Brigliadoro, Palerme.
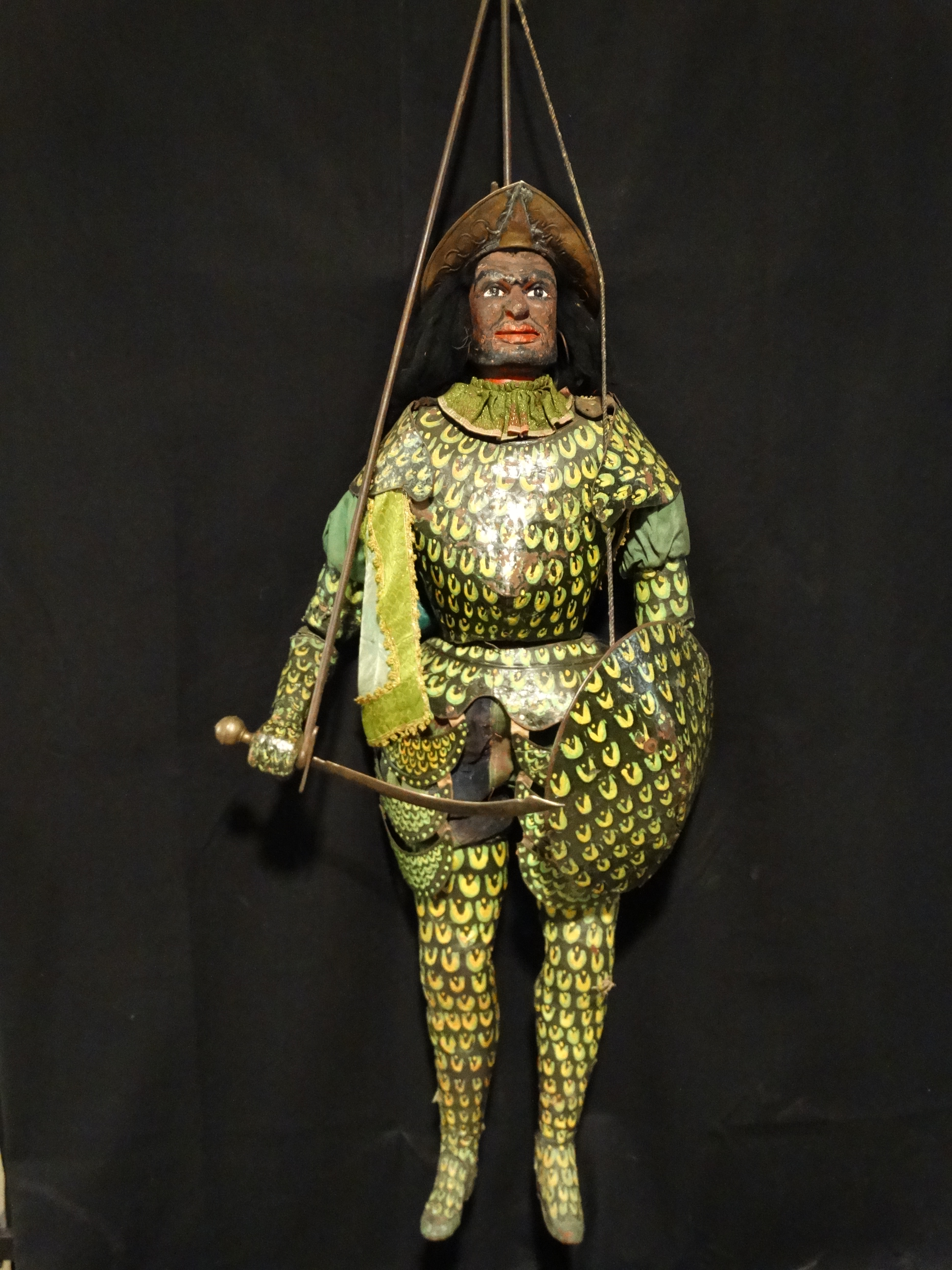
Pupo de Catane, Rodomonte. Collection de la Marionettistica Fratelli Napoli au Musée international des marionnettes Antonio Pasqualino, Palerme.
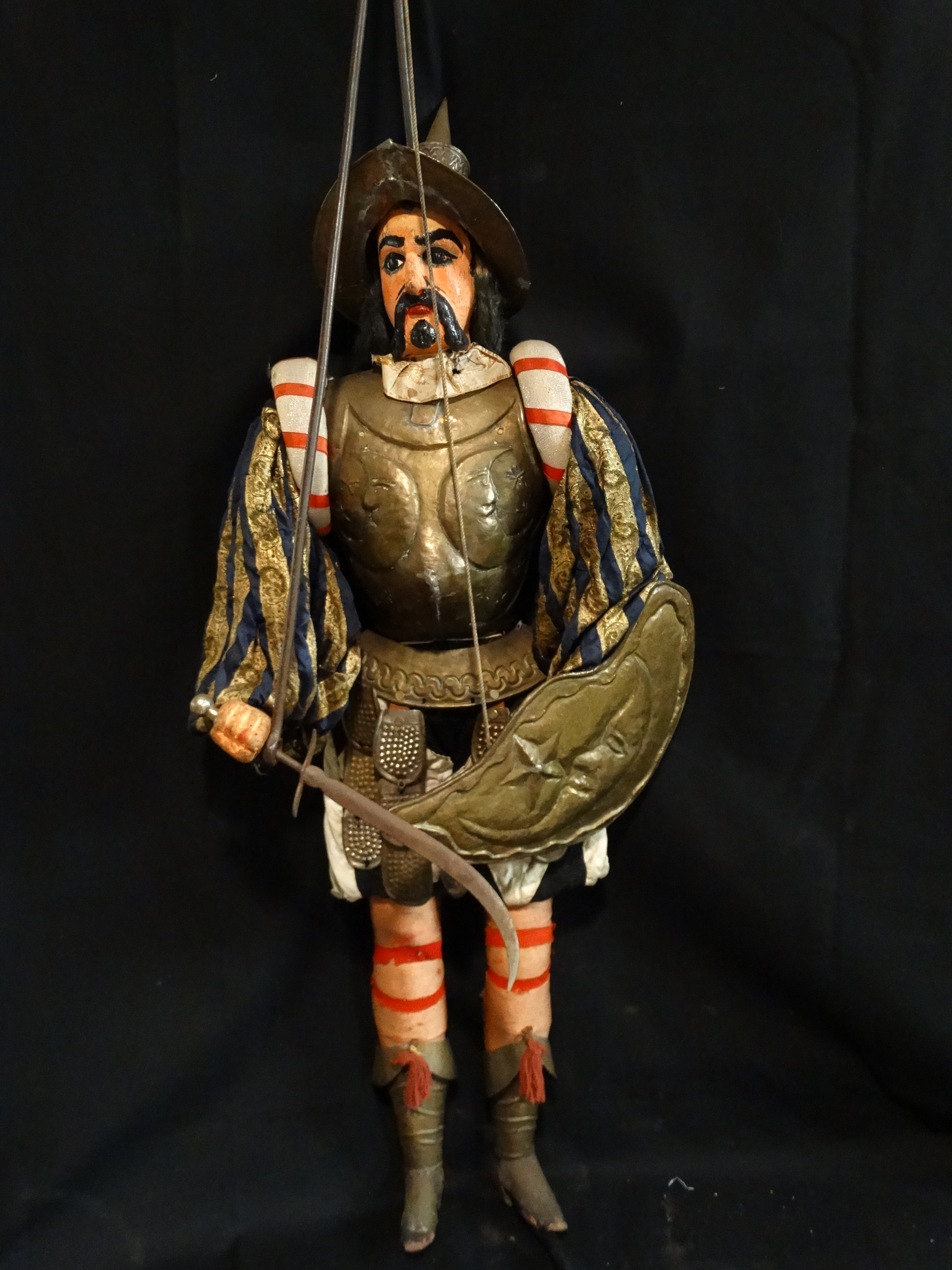
Pupo de Catane, Ferragut. Collection de la Marionettistica Fratelli Napoli au Musée international des marionnettes Antonio Pasqualino, Palerme.
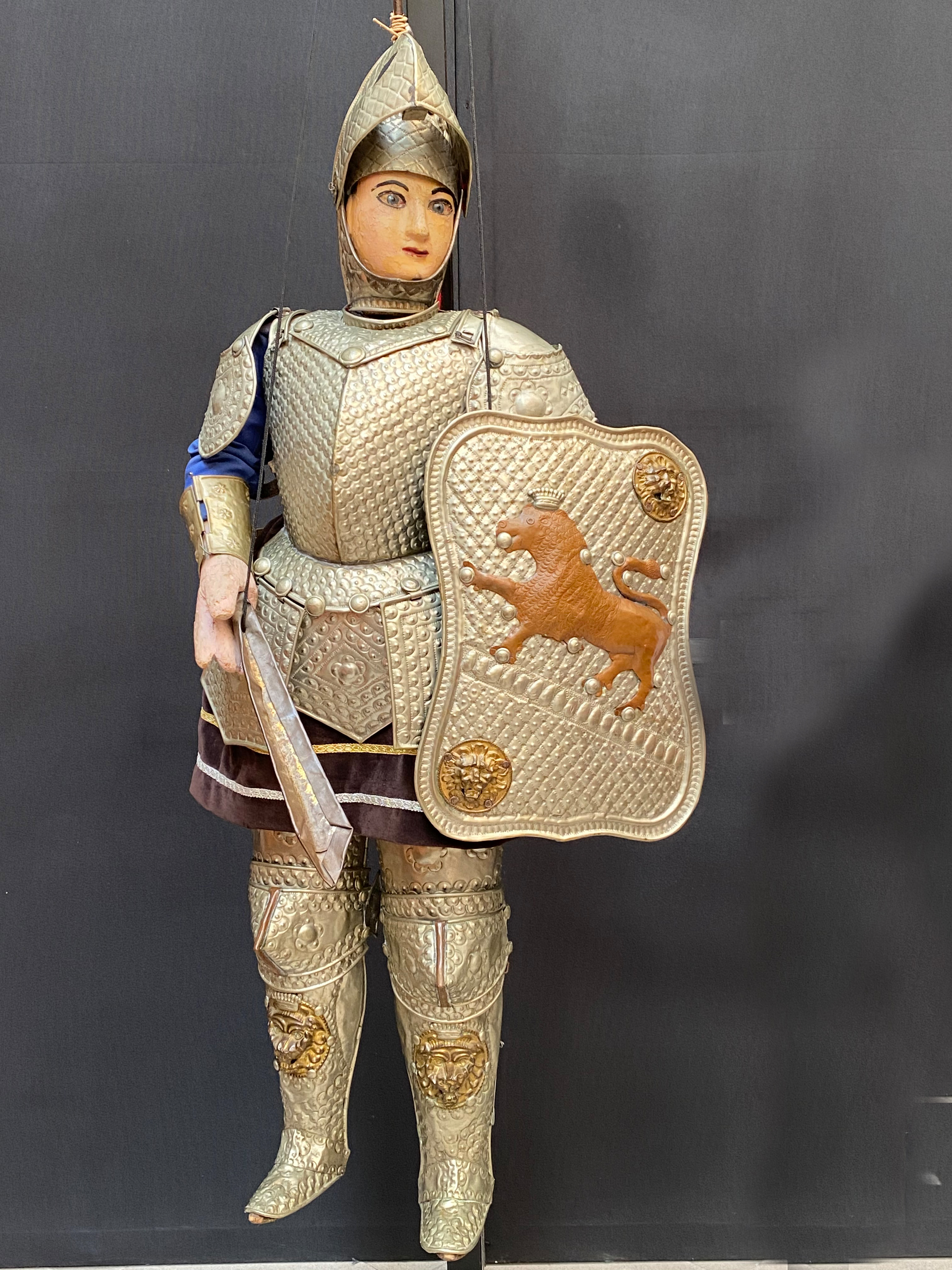
Pupo, Style de Naples, Renaud. De la collection du Musée international des marionnettes Antonio Pasqualino, Palerme.
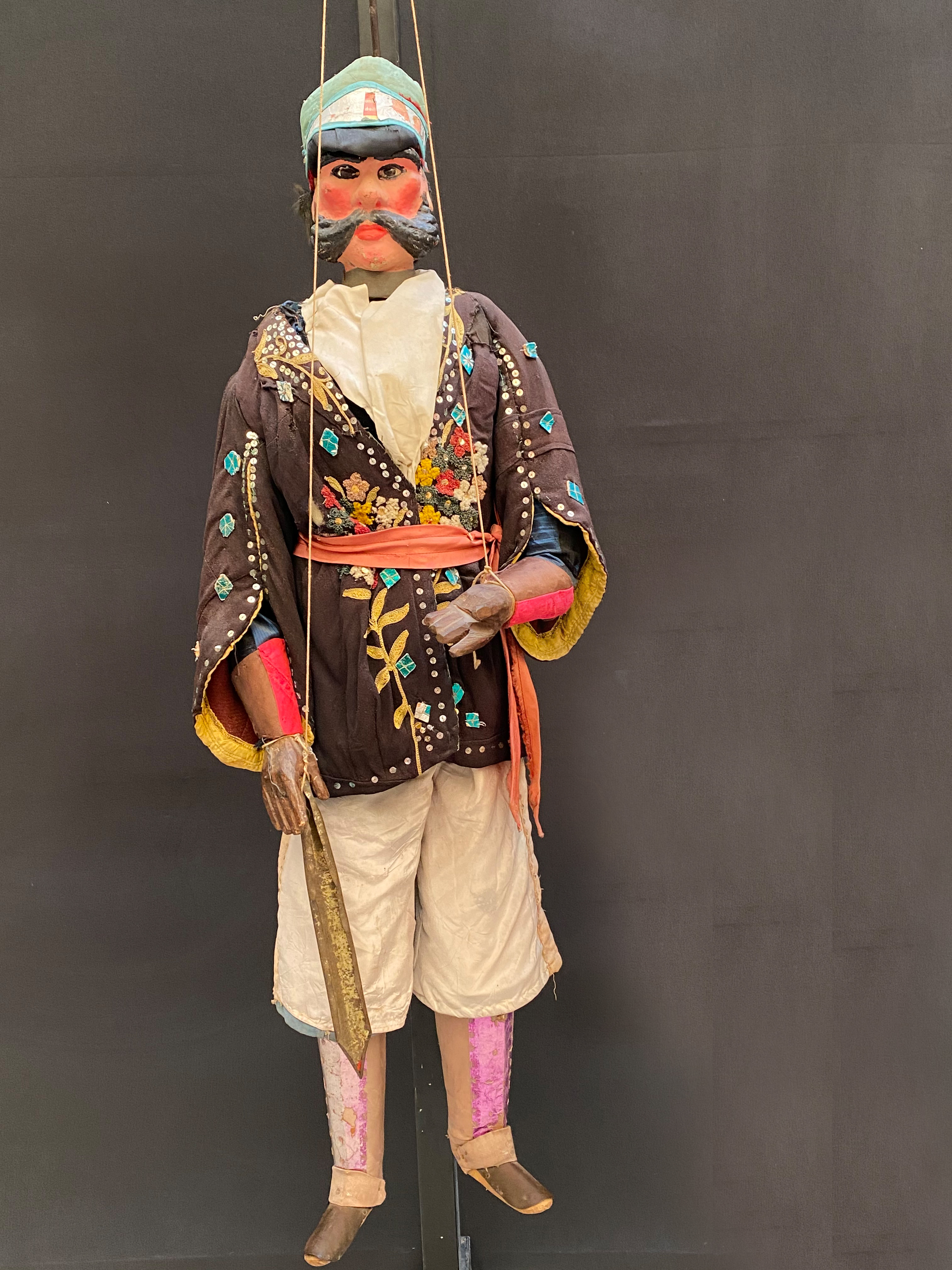
Pupo de Naples, Homme en veste noire. De la collection du Musée international des marionnettes Antonio Pasqualino, Palerme.

### Études
- (it) Antonino Buttitta, Cultura figurativa popolare in Sicilia, S. F. Flaccovio, Palerme, 1961.
- (it) Ignazio E. Buttitta, La danza di Ares. Forme e simboli delle danze armate, Bonanno editore, Acireale-Rome, 2014.
- (it) Giuseppe Guarraci, Pupi e pupari a Siracusa : 1875-1975, Editrice meridionale, Rome, 1975, OCLC 876640874.
- (it) Giusto Lodico, Storia dei paladini di Francia, Celebes editore, Trapani, 1971.
- (it) Antonio Pasqualino, Rerum palatinorum fragmenta, sous ls dir. d’Alessandro Napoli, Edizioni Museo Pasqualino, Palerme, 2018  (ISBN 978-88-97035-51-0).
- (it) Antonio Pasqualino, L'opera dei pupi, Sellerio, Palerme, 2008.
- (it) Fortunato Pasqualino, Il teatro con i pupi siciliani, Cavallotto Editore, Catane, 1980.
- (it) Giuseppe Pitrè, Usi e costumi, credenze e pregiudizi del popolo siciliano, in Biblioteca delle tradizioni popolari, Voll. 1-2, Libreria L. Pedone Lauriel de Carlo Clausen, Palerme, 1889.
- (it) Rosario Perricone, I ferri dell'Opra. Il teatro delle marionette siciliane, in Giovanni Azzaroni, Giuseppe Liotta (dir.), Antropologia e Teatro, n. 4, Bologne, Dipartimento delle Arti - Alma Studiorum - Università di Bologna, 2013, p. 210-234.
- (it) Massimo Calì, Burattini e marionette tra Cinquecento e Seicento in Italia, Edizioni Junior, Azzano San Paolo, 2002.
- (it) Rosario Perricone (dir.), Piano delle misure di salvaguardia dell'opera dei pupi siciliani, Edizioni Museo Pasqualino, Palerme, 2021  (ISBN 9791280664105).
- (it) Giovanna Parrino, Sul filo del racconto. Gaspare Canino e Natale Meli nelle collezioni del Museo internazionale delle marionette Antonio Pasqualino, a cura di Selima Giuliano, Orietta Sorgi, Janne Vibaek, Regione Siciliana - CRicd (Centro Regionale per l'inventario, la catalogazione e la documentazione), Palerme, 2011.
- (it) Antonio Pasqualino, Come si costruisce un pupo, in Quaderni del circolo semiologico siciliano: Atti del II Congresso internazionale di studi antropologici, n. 12-13, Palerme, 1980, p. 533-553.
- (it) Antonino Uccello, L’Opera dei pupi nel siracusano. Ricerche e contributi, Società siracusana di storia patria, Syracuse, 1965.
- (it) Janne Vibaek, L’opera dei pupi a Roma, a Napoli e in Puglia, Associazione per la conservazione delle tradizioni popolari, Palerme, 1996.
- (it) Antonino Buttitta (dir.), Le forme del lavoro. Mestieri tradizionali in Sicilia, Flaccovio, Palerme, 1988  (ISBN 88-7804-019-3).

### Publications par e sur la communauté patrimonialeEt Al.
- (it) G. Arcidiacono, L'opera dei pupi in Sicilia, Lussografica, Caltanissette, 2016.
- (it) C. Coco, Nuovo repertorio per l'opera dei pupi, Vol.II; Edizioni Youcanprint, 2013.
- (it) C. Coco, I pupi siciliani nella letteratura, nel teatro, nel cinema nella TV e nella musica, Screenpress, 2012.
- (it) Valentina Venturini (dir.), Dal Cunto all'opera dei pupi : il teatro di Cuticchio, Audino, 2003  (ISBN 8886350813).